# Zyfiowate
Zyfiowate, wale dziobogłowe (Ziphiidae) – rodzina ssaków morskich z infrarzędu zębowców (Odontoceti) w obrębie podrzędu waleni (Cetacea).
Jest ona wśród waleni drugą co do liczby gatunków, zarazem jednak najsłabiej poznaną wśród dużych ssaków (np. w 2016 r. odkryto nowy gatunek dziobogłowca, co wśród ssaków jest wyjątkowym zdarzeniem). Zwłaszcza przedstawiciele wali dwuzębnych (rodzaj Mesoplodon) są rozróżniani przede wszystkim na podstawie kształtu zębów.

## Zasięg występowania
Rodzaj obejmuje gatunki występujące we wszystkich oceanach świata.

## Anatomia
Charakterystyczne dla zyfiowatych jest posiadanie dzioba podobnego jak u delfinów, czym odróżniają się od pozostałych większych waleni. Dziób wyposażony jest w małą liczbę zębów; wśród wielu gatunków jedynie samce mają jedną parę dużych zębów w dolnej szczęce. Te kły wystające z dzioba są używane jako broń w walkach między samcami, czego dowodem są blizny na ich ciałach. Kły niektórych dziobowali (Mesoplodon) mają dziwaczne kształty, np. u Mesoplodon layardii są zagięte ku środkowi nad dziobem, ograniczając jego otwieranie.

## Sposób życia
Wale dziobogłowe to walenie o średnich rozmiarach (do 13 m), żyjące w głębokich wodach wszystkich oceanów. Odżywiają się przeważnie głowonogami. Podczas polowania objawiają zdolność do nadzwyczajnie długiego nurkowania – udowodnione zostały pobyty pod wodą przez 80 min oraz osiąganie głębokości 1000 m.
Zwierzęta te żyją w małych grupach z dala od lądu, co sprawia, że są rzadko obserwowane w morzu. Wiele szczegółów ich życia pozostaje niewyjaśnionych. Głównym źródłem informacji o wielu gatunkach są martwe ciała wyrzucone na brzeg. Najlepiej poznane są dziobogłowce (Berardius) oraz butlogłowy (Hyperoodon), prześladowane przez wielorybników.

## Wpływ człowieka
Z wyjątkiem tych gatunków bezpośredni wpływ człowieka na populacje zyfiowatych jest znikomy. Coraz większe zagrożenie stanowi jednak zatruwanie morza chemikaliami oraz zaśmiecanie, zwłaszcza odpadami plastikowymi.

## Systematyka
Do rodziny zyfiowatych należą następujące podrodziny:
- Berardiinae J.C. Moore, 1968
- Incertae sedis
  - Tasmacetus W.R.B. Oliver, 1937 – tasmanowal – jedynym przedstawicielem jest Tasmacetus shepherdi W.R.B. Oliver, 1937 – tasmanowal dziobogłowy
- Ziphiinae J.E. Gray, 1863
- Hyperoodontinae J.E. Gray, 1847

Opisano również szereg rodzajów wymarłych o statusie incertae sedis:

- Anoplonassa Cope, 1869[8] – jedynym przedstawicielem był Anoplonassa forcipata Cope, 1869
- Aporotus du Bus de Gisignies, 1868[9]
- Belemnoziphius Huxley, 1864[10]
- Beneziphius Lambert, 2005[11]
- Cetorhynchus P. Gervais, 1861[12]
- Chavinziphius Bianucci, Di Celma, Urbina & Lambert, 2016[13] – jedynym przedstawicielem był Chavinziphius maxillocristatus Bianucci, Di Celma, Urbina & Lambert, 2016
- Chimuziphius Bianucci, Di Celma, Urbina & Lambert, 2016[13] – jedynym przedstawicielem był Chimuziphius coloradensis Bianucci, Di Celma, Urbina & Lambert, 2016
- Dagonodum Ramassamy, 2016[14] – jedynym przedstawicielem był Dagonodum mojnum Ramassamy, 2016
- Eboroziphius Leidy, 1876[15] – jedynym przedstawicielem był Eboroziphius coelops Leidy, 1876
- Messapicetus Bianucci, Landini & Varola, 1992[16]
- Nazcacetus Lambert, Bianucci & Post, 2009[17] – jedynym przedstawicielem był Nazcacetus urbinai Lambert, Bianucci & Post, 2009
- Nenga Bianucci, Lambert & Post, 2007[18] – jedynym przedstawicielem był Nenga meganasalis Bianucci, Lambert & Post, 2007
- Ninoziphius Muizon, 1983[19] – jedynym przedstawicielem był Ninoziphius platyrostris Muizon, 1983
- Notoziphius Buono & Cozzuol, 2013[20] – jedynym przedstawicielem był Notoziphius bruneti Buono & Cozzuol, 2013
- Pelycorhamphus Cope, 1895[21] – jedynym przedstawicielem był Pelycorhamphus pertortus Cope, 1895
- Pterocetus Bianucci, Lambert & Post, 2007[22] – jedynym przedstawicielem był Pterocetus benguelae Bianucci, Lambert & Post, 2007
- Rhinostodes du Bus de Gisignies, 1868[23]
- Xhosacetus Bianucci, Lambert & Post, 2007[24] – jedynym przedstawicielem był Xhosacetus hendeysi Bianucci, Lambert & Post, 2007
- Ziphioides Probst, 1886[25]
- Ziphirostrum du Bus de Gisignies, 1868[26]